# شورش ۲۰۰۱ هرات
شورش ۲۰۰۱ هرات (به انگلیسی: 2001 uprising in Herat) یک شورش از قبل برنامه‌ریزی شده در شهر هرات و بخشی از جنگ افغانستان بود. شهر در تاریخ ۱۲ نوامبر ۲۰۰۱ توسط نیروهای ائتلاف شمال و به کمک نیروهای ویژه ایالات متحده آمریکا، بریتانیا و ایران از طالبان بازپس گرفته شد.

## مشارکت کنندگان
تیم نیروهای ویژه آمریکا از واحدهای تکاور ارتش و نیروی دلتا تحت فرماندهی ژنرال تامی فرنکس تشکیل شده بود. همچنین حدود ۵ هزار نفر از نیروهای ائتلاف شمال به فرماندهی محمد اسماعیل‌خان (از فرماندهان در نبرد با شوروی و والی سابق هرات قبل از روی کار آمدن حکومت طالبان) در این شورش شرکت داشتند. دولت بریتانیا به دلیل مسائل امنیتی هیچگاه ساختار، تعداد نیروها و نام فرمانده نیروهای ویژه بریتانیا در این شورش (و دیگر عملیات‌های این نیرو) را اعلام نکرد.

## عملیات
عملیات‌های نظامی از تاریخ ۷ اکتبر ۲۰۰۱ آغاز شد. تا آخر ماه، حملات هوایی آمریکا بسیاری از تانک‌ها، مراکز مخابراتی و شبکه تونل‌های طالبان را نابود کرده بود. این مراکز و ساختمان‌ها شامل فرودگاه هرات می‌شد که در آن هواپیماهای به غنیمت گرفته شده از ارتش شوروی قرار داشتند.در روز ۱۱ نوامبر دسته عملیاتی آلفا ۵۵۴ (شناسه "تایگر ۰۶") نیروهای ویژه ارتش آمریکا، با بالگرد در نزدیکی شهر قرار گرفتند. طبق نقشه، نیروهای ایرانی مخفیانه وارد شهر شدند تا شورش را در روز ۱۲ نوامبر آغاز کنند که این عمل به گفته اسماعیل‌خان قیام مردم محلی علیه رهبران طالبان بود. پس از شروع شورش‌ها، نیروهای ائتلاف شمال، گروهی از مردم هزاره و یک گروه کوچک از نیروهای ویژه آمریکا وارد شهر شدند. ساکنان هرات نیز با چوب، چاقو و سلاح‌هایی که سراسر شهر مخفی شده بود در شورش شرکت کردند. پس از عقب‌نشینی نیروهای طالبان به سمت کوه‌های مرزی و به جا گذاشتن تعدادی تانک، شهر سقوط کرد. زندانی‌ها (که شامل داوطلبان چچنی و عرب می‌شدند) به مکان‌های نامعلومی برده شدند.

## نتیجه
پس از عقب‌نشینی طالبان، مردم شهر شروع به شادی و پایکوبی کردند. به گزارش رسانه‌های ایران «مردم در پشت بام خانه‌ها به رقص و پایکوبی مشغول بودند و صدای بوق ماشین از جای جای شهر به گوش می‌رسید.» پس از عقب‌نشینی طالبان، محمد اسماعیل‌خان به عنوان امیر غرب افغانستان، قدرت را در دست گرفت. او به فرماندهان طالبان وعده عفو داد ولی به آنان هشدار داد که اگر به فعالیت‌های نظامی خود ادامه دهند با واکنش سختی مواجه خواهند شد.
اسماعیل‌خان تا سال ۲۰۰۴ و برکناری اش توسط حامد کرزای رئیس‌جمهور وقت، والی هرات بود. برکناری او با اعتراضات گسترده و گاه خشونت بار مردم همراه بود.